# Vera Lund
Vera Lund, egentligen Vera Elisabet Malm, ogift Lund, född 8 december 1910 i Katarina församling i Stockholm, död 28 mars 1986 i Kungsholms församling i Stockholm, var en svensk skådespelerska och sångerska.
Vera Lund var först gift med kapellmästaren Gösta Alenius[när?]. År 1944 gifte hon sig med författaren Einar Malm, från vilken hon blev skild[när?]. Åren 1971–1978 bodde hon i Wien. Hon är begraven på Norra begravningsplatsen utanför Stockholm.

## Filmografi
- 1931 – Ungkarlsparadiset
- 1932 – Ett skepp kommer lastat
- 1933 – Halta Lena och vindögde Per
- 1938 – Storm över skären

## Scenroller (urval)
- 1931 Mary Jonsson i Sympatiska Simon av Fridolf Rhudin (även regi) och Henning Ohlson, Södra Teatern